# 2004年夏季残疾人奥林匹克运动会澳大利亚代表团
2004年夏季残疾人奥林匹克运动会澳大利亚代表团是澳大利亚派出的2004年夏季残疾人奥林匹克运动会代表团。获得26枚金牌、39枚银牌和36枚铜牌。